# Mayoro N'Doye
Mayoro N'Doye-Baye est un footballeur sénégalais, né le 18 décembre 1991 à Mbao, évoluant au poste de milieu de terrain au Bourges Foot 18.

## Biographie
Formé à l'Académie Génération Foot de Dakar, N'Doye est recruté par le FC Metz en juillet 2010 pour y poursuive sa formation et signe son premier contrat professionnel en 2011. Après avoir disputé quatre matchs de championnat lors de la saison 2011-2012, qui voit le club être relégué en National, il s'impose comme titulaire la saison suivante et contribue à la promotion du club qui termine vice-champion de la troisième division. Il dispute par la suite dix-neuf matchs pour le club en Ligue 2 puis en Ligue 1.
En manque de temps de jeu après la montée en première division, N'Doye rejoint en prêt le RC Strasbourg, en National, pour la saison 2014-2015 le 13 octobre 2014. Après vingt-quatre matchs disputés pour le club alsacien, il s'engage définitivement avec le RCSA en juin 2015. Il contribue ainsi à la montée du club au terme de l'exercice 2015-2016 en terminant champion de la troisième division.
Barré par la concurrence au Racing, il signe au Tours FC le 31 juillet 2017. Il y marquera 2 buts en 34 matchs toutes compétitions confondues, mais ne peut empêcher la descente des Tourangeaux en National après une dernière place au classement.
Le 3 juillet 2018, Mayoro N'Doye s'engage au Gazélec FC Ajaccio pour deux ans. Une nouvelle fois, son club est relégué en National après avoir terminé dix-huitième. Le club corse s'incline en barrages contre Le Mans FC, troisième de National cette saison. Malgré la relégation, Mayoro N'Doye est conservé par le GFCA. Il dispute 22 matchs la saison suivante mais le club vit une saison cauchemardesque et est de nouveau relégué. En fin de contrat, Mayoro N'Doye quitte le club.
Le 1er juillet 2020, il signe gratuitement en faveur du Red Star FC. Il évolue durant la saison 2020-2021 sous les couleurs du club audonien en National.
Le 23 juin 2022, il signe en faveur de l'AS Nancy-Lorraine. Il signe un contrat de deux saisons soit jusqu'en 2024.

## Statistiques
| Saison                | Club                  | Championnat           | Championnat | Championnat | Coupe nationale | Coupe nationale | Coupe de la Ligue | Coupe de la Ligue | Total | Total |
| Saison                | Club                  | Division              | M.          | B.          | M.              | B.              | M.                | B.                | M.    | B.    |
| 2011-2012             | FC Metz               | Ligue 2               | 4           | 0           | -               | -               | -                 | -                 | 4     | 0     |
| 2012-2013             | FC Metz               | National              | 27          | 1           | 5               | 0               | 2                 | 0                 | 34    | 1     |
| 2013-2014             | FC Metz               | Ligue 2               | 18          | 0           | 1               | 0               | 1                 | 0                 | 20    | 0     |
| 2014-2015             | FC Metz               | Ligue 1               | 1           | 0           | -               | -               | -                 | -                 | 1     | 0     |
| Sous-total            | Sous-total            | Sous-total            | 50          | 1           | 6               | 0               | 3                 | 0                 | 59    | 1     |
| 2014-2015             | RC Strasbourg (prêt)  | National              | 24          | 3           | 4               | 2               | -                 | -                 | 28    | 5     |
| 2015-2016             | RC Strasbourg         | National              | 32          | 1           | 1               | 0               | -                 | -                 | 33    | 1     |
| 2016-2017             | RC Strasbourg         | Ligue 2               | 17          | 0           | 3               | 0               | 2                 | 0                 | 22    | 0     |
| Sous-total            | Sous-total            | Sous-total            | 73          | 4           | 8               | 2               | 2                 | 0                 | 83    | 6     |
| 2017-2018             | Tours FC              | Ligue 2               | 28          | 1           | 2               | 0               | 2                 | 0                 | 32    | 1     |
| Sous-total            | Sous-total            | Sous-total            | 28          | 1           | 2               | 0               | 2                 | 0                 | 32    | 1     |
| 2018-2019             | GFC Ajaccio           | Ligue 2               | 35          | 0           | 3               | 0               | 1                 | 0                 | 39    | 0     |
| Sous-total            | Sous-total            | Sous-total            | 35          | 0           | 3               | 0               | 1                 | 0                 | 39    | 0     |
| Total sur la carrière | Total sur la carrière | Total sur la carrière | 186         | 7           | 18              | 2               | 8                 | 0                 | 212   | 9     |

## Palmarès
N'Doye remporte la Ligue 2 avec le FC Metz en 2014 et termine également vice-champion de championnat de National avec le même club en 2013 ; il remporte cette division avec le RC Strasbourg en 2016 puis la Ligue 2 une nouvelle fois l'année suivante.